# Laimdota Planitia
Laimdota Planitia est une plaine située sur Vénus dans le quadrangle de Fredegonde. Elle a été nommée en référence à Laimdota, héroïne mythologique lettone.